# Návrat na výsluní
Návrat na výsluní (v anglickém originále Return to Grace) je v pořadí čtrnáctá epizoda čtvrté sezóny seriálu Star Trek: Stanice Deep Space Nine.

## Příběh
Kira má letět na cardassijskou stanici s informacemi bajorské rozvědky ohledně klingonské invaze. Velitelem lodě Groumall bude Dukat, který byl po přiznání dcery Tory Ziyal degradován, matkou vyděděn a jeho manželka ho opustila.
Na palubě se Kira setká se Ziyal, pro kterou je loď druhým domovem. Groumall je sice nákladní loď, ale patří pod vojenskou správu a Dukat se snaží co nejvíc ji posílit. Při přiblížení ke cardassijské stanici se ukáže, že na ni někdo zaútočil a všechny osoby, Cardassiany i Bajorany, zabil. Krátce poté se demaskuje klingonský válečný pták, který Groumalla proskenuje, ale nezaútočí, protože ho nepovažuje za hrozbu. Dukat sice přikáže pálit na nepřítele, jenže ani se sklopenými štíty nezpůsobí dravci škody a ten následně odletí. Dukatovým cílem je získání své velitelské pozice zpět, takže navrhne Kiře, aby spolupracovali na zničení Klingonů. Ta souhlasí. Ze zničené základny vyzvednou disruptory a opraví je. Dalším cílem Klingonů by měla být základna na Lovalu, která je daleko od cardassijské flotily a navíc je střediskem pro vývoj zbraní. K přilákání pozornosti použijí vysílač tak, aby emitoval záření krystalů dilithia. Dravec se odmaskuje a začne Groumalla přitahovat vlečným paprskem. V té chvíli Kira otevře nákladový prostor a dvakrát vystřelí z disruptoru. Klingoni sice opětují palbu, jenže to už je na palubu dravce přenesen útočný tým pod velením Kiry. Ta následně transportuje zbývající Klingony z dravce na palubu Groumalla a Dukat je i své svou lodí rozstřílí na kusy.
Součástí kořisti jsou i počítačové deníky, které obsahují hlášení všech klingonských lodí a základen v cardassijském prostoru. Dukat i Kira chtějí pokračovat v útocích na Klingony, ale civilní cardassijská vláda má jiné plány. Dukat je rozezlen: sice dostane zpátky svou funkci vojenského poradce, jenže to pro něj nemá význam, protože k čemu je vojenský poradce, když vláda nechce bojovat. Cardassian navrhuje osamělý partyzánský boj a k tomu potřebuje Kiru. Ta váhá, ale pak nabídku odmítne, už jen kvůli bezpečnosti Ziyal. Pak navrhne, že si ji dočasně vezme na stanici Deep Space Nine, zatímco Dukat odlétá plnit své povinnosti.